# Unicredit Czech Open 1997
L'Unicredit Czech Open 1997 è stato un torneo di tennis facente parte della categoria ATP Challenger Series nell'ambito dell'ATP Challenger Series 1997. Il torneo si è giocato a Prostějov in Repubblica Ceca dal 3 all'8 giugno 1997 su campi in terra rossa.

## Vincitori

### Singolare
Bohdan Ulihrach ha battuto in finale  Fernando Meligeni con il punteggio di 6–2, 4–6, 6–1

### Doppio
Jiří Novák /  David Rikl hanno battuto in finale  Scott Melville /  Diego Nargiso con il punteggio di 6–4, 6–2